# Vox (website)
Vox is een Amerikaanse nieuws- en opiniewebsite die eigendom is van Vox Media. De website werd opgericht in 2014 door Melissa Bell en Ezra Klein. Vox werd bekend om zijn concept van verklarende journalistiek.

## Geschiedenis
Vox zag het daglicht begin april van 2014 met Klein als hoofdredacteur. Hier werkte hij met een groep van 20 journalisten om volgens eigen zeggen nieuws meer begrijpend te brengen. Vox doet dit door te voorzien in meer context zodat haar lezers beter begrijpen wat er gebeurt.

## Ontvangst
In juni van 2015 bezochten meer dan 54,1 miljoen unieke bezoekers de website van Vox.
Vox heeft ook een goed bezocht YouTube-kanaal met medio 2022 ruim 10 miljoen abonnees en ongeveer 3 miljard weergaven.
Volgens Vox bestaat het lezerspubliek uit zowel politiek links als rechts. De krant zelf wordt beschouwd als links van het midden.